# James Cameron’s Avatar: The Game
James Cameron’s Avatar: The Game (с англ. — «Аватар Джеймса Кэмерона: Игра») — компьютерная игра, шутер от третьего лица, созданный в сеттинге вымышленной вселенной научно-фантастического кинофильма «Аватар» режиссёра Джеймса Кэмерона, который вышел на экраны 17 декабря 2009 года. Игра предлагает игроку альтернативную версию событий, изложенных в фильме. James Cameron’s Avatar: The Game была разработана компанией Ubisoft Montreal и изданная компаниями Ubisoft и Lightstorm Entertainment 1 декабря 2009 года, за 16 дней до релиза фильма. Как и оригинальный фильм, игра поддерживает стереоскопический режим отображения.

## Сюжет
По сюжету, на базу «Адские Врата» прибывает новый связист Райдер. Сразу после выхода из челнока, Райдер знакомится с Кендрой Мидори, которая проводит его на станцию существ, так называемых «Аватаров». После небольшого видеоролика игрока отправляют на обучение. По прибытии в Голубую Лагуну — специальную базу RDA в джунглях Пандоры, игроку сообщают, что змееволки атакуют ворота базы, и что требуется отразить нападение. После успешного выполнения задания, Райдера отправляют на помощь неизвестному человеку по имени Далтон, которого окружила стая змееволков. Когда Райдер на багги приезжает к Далтону, он устанавливает радиомаячок, который должен отслеживать перемещения существ На'ви. После этого он возвращается на базу и встречает того самого Далтона. Он говорит ему, что репульсоры, которые должны отпугивать змееволков, их наоборот притягивают. После ремонта двух репульсоров, его отправляют на базу аватаров. После выполнения нескольких заданий, Райдера посылают найти крота, который передавал информацию о войсках и операциях На’ви, и по возможности задержать. Игрок садится на станг (во вселенной Аватара это лошадь) и едет за Таном Яла — На’ви, который, возможно, как-то связан с кротом. Кротом оказывается Харпер. После того, как прибывает Фалко и солдаты, игроку предлагается сделать выбор, убить Фалко, и встать на сторону На’ви, или убить Харпера, который оказался предателем, и встать на сторону людей. Тут игра разделяется на две сюжетные линии: сюжет за RDA и сюжет за На’ви.

### Сюжет за RDA
Если игрок решает остаться на стороне людей, ему нужно сразиться с Харпером. Когда Райдер собирается его застрелить, Харпер говорит, что На’ви очень скоро уничтожат людей, и прыгает в пропасть. Райдер подбегает к пропасти, а Харпер, увидев Райдера, стреляет в него из лука (аватар Райдера погибает, но не сам Райдер). На вертолете прилетает Кендра и забирает Райдера. Во время их разговора на вертолет нападает банши (во вселенной Аватара – враждебная птица), и вертолет падает. С Кендрой и Райдером всё в порядке, но пилот сильно травмирован, поэтому Кендра посылает игрока в шахту, которая находится неподалёку. Райдер, отстреливаясь от змееволков, приходит на базу шахтеров. В шахте ему говорят, что ничем не могут помочь, но могут одолжить вертолет. Игрок садится в вертолет и летит к Кендре. Кендра же сообщает, что пилот погиб. Райдер возвращается на шахту, ему дают указания, найти три камня в деревнях На’ви, прийти к иве и расставить их вокруг дерева в специальных точках, положение которых можно определить по звуку. Те же указания дают на трех последующих картах, попутно с другими заданиями. На предфинальной карте предстоит выбрать последний раз сторону: можно помочь На’ви, все равно оставшись на стороне людей, либо отказаться им помогать и принести победу людям, тем самым лишив На’ви возможности мирного сосуществования с природой. С тех пор, они не смогут пользоваться животными как средством передвижения, и вся флора и фауна планеты станет агрессивной к На’ви. (Примечание! Если сделать окончательный выбор в сторону людей, то Кендра погибает от рук Фалко, сюжет же остаётся на месте, но уже без Кендры).

### Сюжет за На’ви
Вы стреляете в командующего Фалко. Когда вам почти удаётся убить его, он прыгает в вертолет и улетает с угрозами. Вы вместе с Харпером едете в деревню На’ви, вас посылают за «цветком судьбы», а после на вас нападают. Вы идёте к Бейда’амо, он отправляет вас собирать взрывчатку. И вам надо взорвать башню людей. Когда вы взрываете башню, вам говорят, что вы готовы к приручению Икрана, и вы идете в горы к ним. Приручив Икрана, вы немного научитесь на нём летать, и после доктор Харпер говорит вам взорвать три радиовышки. После взрывов вы прилетаете в деревню, и на неё вскоре нападают. Вам нужно сбить Дракона (Конвертоплан, или вертолет), трижды прыгнув на него сверху и ударив по кабине. Потом прилетают ещё 3 Дракона и взрывают Синх-камеру, где лежит ваше человеческое тело. Вы просыпаетесь у Дерева Клана Типани, и вас окончательно переселяют в тело На’ви. По поручению Тан Яла, вы летите в другую локацию (Суотулу), идёте в лес и у базы людей ищете На’вийку Юнипи. Она просит вас разыскать некого На’вийского шамана Лунгорая. Попутно, вы ослепляете бульдозеры, ломаете башню, и когда вы находите тело (в карьере), вас окружают УМП (роботы), которых вам надо убить. Затем вас посылают за тремя осколками Недостания. Вы находите их, и начинается ритуал, но шамана убивает внезапно появившийся снайпер. Вам необходимо закончить ритуал, вы ходите вокруг дерева и слушаете, когда заиграет музыка (стук): и, ходя по этой линии, вы сможете найти место для постановки осколков, ставите аналогично ещё два. В следующей локации Торука На’ринг вы научитесь ездить на Танаторе (что-то вроде змееволка, только в 5 раз больше). После ещё двух локаций (Ва’ера Рамунонг и Ксания Тау), на которых вы соберёте ещё две песни и станете Ни’авве Мокри (Первый Голос), будет предпоследняя карта Равнины Голиафа. На ней надо убить 3 особых командиров RDA (Батиста, Уинслоу, Савой), после чего вы улетаете на последнюю карту, где спасаете Пандору и видите Древо Голосов. После прилетает Тан Яла, и игра заканчивается.

## История разработки
В июле 2007 года компания Ubisoft официально анонсировала игру James Cameron’s Avatar: The Game. Было заявлено, что игра станет адаптацией фильма и выйдет одновременно с ним. Однако тогда фильм планировалось выпустить в мае 2009 года; соответственно, игра должна была выйти тогда же.
В конце июля 2009 года представитель команды разработчиков игры Avatar: The Game официально сообщил, что игра будет поддерживать специальный 3D-режим. Для этого необходим телевизор, поддерживающий функцию построения стереоскопической картинки, а игровая консоль должна иметь выход HDMI.
10 ноября 2009 года стали известны неофициальные системные требования PC-версии игры.
16 ноября 2009 года на немецком сайте Coke Zero была опубликована англоязычная демонстрационная PC-версия игры объёмом 1,6 ГБ.
Мировой запуск продаж игры состоялся 1 декабря 2009 года для консолей PlayStation 3, Xbox 360, Wii и DS, а также для PC. Для PlayStation Portable игры вышла 8 декабря. Для iPhone игра вышла 14 декабря. Релиз на iPad и Android состоялся 23 апреля и 25 ноября 2010 года соответственно.
2 декабря 2009 года, на следующий день после релиза игры, появились первые рецензии от крупных и авторитетных англоязычных обозревателей.
4 декабря 2009 года состоялся официальный выпуск игры на территории России.
10 декабря 2009 года к игре был выпущен патч 1.01, который исправил множество технических ошибок и существенно улучшил поддержку широкоформатных дисплеев и соответствующих разрешений.
25 января 2010 года был выпущен второй патч к James Cameron’s Avatar: The Game, который исправил технические ошибки в игре. Патч подходит для всех локализированных версий игры, изданных в Северной Америке и Европе, а также содержит в себе предыдущий патч.

## Игровой движок и стерео-режим
James Cameron’s Avatar: The Game поддерживает стереоскопический режим отображения на ПК, PlayStation 3 и Xbox 360. Причём версии игры под эти три платформы используют игровой движок Dunia Engine.
Версии игры под все остальные платформы — Nintendo DS, Wii и PlayStation Portable, — используют игровой движок Jade engine и не поддерживают стерео-режим.
Dunia Engine был разработан для игры «Far Cry 2», которая вышла в октябре 2008 года. James Cameron’s Avatar: The Game — вторая игра, которая использует данный движок. В процессе создания игры движок «Dunia Engine» был сильно переработан и подвергся доработке.

## Отзывы и продажи

### Рецензии
| Сводный рейтинг       | Сводный рейтинг |
| Агрегатор             | Оценка |
| --------------------- | --- |
| GameRankings          | (iOS) 81,14 % (X360) 64,26 % (PS3) 60,34 % (DS) 58 % (Wii) 57,42 % (PC) 54,44 % (PSP) 39 %                                                              |
| Metacritic            | (iOS) 78/100 (X360) 61/100 (PS3) 60/100 (Wii) 60/100 (PC) 59/100 (DS) 55/100 (PSP) 55/100                                                               |
| Иноязычные издания    | |
| Издание               | Оценка |
| Destructoid           | 3/10 |
| Edge                  | 5/10 |
| Eurogamer             | 5/10 |
| Game Informer         | 6,5/10 |
| GamePro               | [ 33 ] |
| GameSpot              | 5,5/10 (PSP) 4/10 |
| GameSpy               | [ 37 ] |
| GameTrailers          | 6,5/10 |
| GameZone              | 7/10 |
| IGN                   | (iPhone) 7,8/10 (Android) 7/10 6,8/10 (PS3 & X360, AU) 6,8/10 (iPad) 6/10 (PS3 & X360, UK) 6/10 (Wii) 5,9/10                                            |
| Nintendo Power        | 5/10 |
| OXM                   | 7,5/10 |
| PC Gamer (US)         | 42 % |
| The A.V. Club         | (iOS) A− (X360) B− |
| GameStats             | Xbox 360: 6,0/10 (56 обзоров) PS3: 6,1/10 (46 обзоров) DS: 6,2/10 (4 обзора) Wii: 5,7/10 (16 обзоров) PSP: 5,1/10 (2 обзора) iPhone: 7,0/10 (6 обзоров) |
| Русскоязычные издания | |
| Издание               | Оценка |
| «Игромания»           | 4/10 |

Сайт 3DNews написал довольно отрицательную рецензию на игру, поставив ей оценку 5 баллов из 10-ти. «…сомнительное мероприятие Ubisoft не только не расширяет границы изображенного в фильме мира, но в целом вяжется с кино довольно слабо, а примерно через полтора часа игры даже начинает ему противоречить и довольно пошло гнуть свою линию», — ещё во вступлении так описали игру журналисты. Существенным недостатком были названы вопросы общечеловеческой морали: «Ubisoft в определенный момент подменяет все идеалы. Ценность Avatar: The Game как приквела стремится к нулю». Кроме этого, сам сюжет игры был описан очень плохо. «Отказываясь от гуманистического пафоса и морали экранной версии, Avatar: The Game тотчас вступает на давно занятую территорию „экшена про инопланетян“», — пишут обозреватели. Геймплей также был описан как довольно скучный и не оригинальный, критике были подвергнуты система боев и виртуальная камера. Тем не менее, рецензенты выделили и достоинства игры. К ним прежде всего относится поддержка стереоскопического режима, общее высокое качество графики, детально и тщательно проработанный дизайн планеты Пандоры, а также «редкие увлекательные поездки на роботе». Итог рецензии: «У Avatar: The Game крайне специфичная аудитория — люди, которым нужна интерактивная экскурсия по Пандоре в стереоскопическом 3D».
Сайт GameTech, являющийся дочерним проектом известного и авторитетного сайта iXBT.com, также довольно отрицательно отозвался об игре в своей рецензии. «…компания Ubisoft сподобилась выпустить James Camerons Avatar: The Game. Откровенную халтуру», — написали журналисты ещё во вступлении к рецензии. Очень отрицательно были описаны «отвратительные, непродолжительные и дёрганные скриптовые сцены» на движке игры, низкокачественная лицевая анимация персонажей и «оторванная от реальности актерская игра». Также очень отрицательно была описана виртуальная камера, которая «постоянно трясётся и дёргается, стоит машине начать движение». Игровой ИИ ботов был оценён как слабый и неудачный применительно к геймплею, кампания была названа плохой, неинтересной и особенно затянутой. К преимуществам игры рецензенты причислили возможность выбора стороны (земляне или На’ви), различный геймплей и стиль ведения боя при игре за различные расы, систему игрового опыта. Довольно положительно был описан мультиплеер игры, хотя обозреватели отметили, что он не лишен недостатков. Довольно хорошо была описана графика и особенно режим стереоскопического видения. Вердикт: «В игре напихано столько всяко-разных элементов, что глаза разбегаются. Шутер, боевик, поездки на роботах и животных, прокачка, специальные способности и даже мини-стратегия! Но собрать всё это „добро“ в единое целое у авторов не вышло. А получилась нудная тягомотина „для фанатов“ с красивой мордашкой и бестолковой реализацией большинства составляющих».
Журнал «Игромания» написал, что «экшен получился посредственный, но в объёме выглядит эффектно» и поставил игре 4 из 10 баллов.
Издание Absolute Games оценило игру на 22%. В рецензии были раскритикованы многие элементы сюжета и геймплея, а также мультиплеер. 

### Продажи игры
На апрель 2011 года продажи James Cameron’s Avatar: The Game для всех платформ во всём мире превысили 3 млн копий.
Низкие продажи игры заставили Ubisoft пересмотреть приоритеты и сосредоточиться на собственных проектах, вместо игр по лицензиям.

## Пандорапедия
Пандорапедия — это энциклопедия о планете Пандора, звёздной системе Альфа Центавра, флоре, фауне и географии Пандоры, также о её обитателях: о расе На’ви, их культуре, физиологии, языке, оружии, броне и о людях из корпорации RDА, их технологиях (оборудование, оружие, броня, транспорт) и открытиях в науке. Это энциклопедия «Вселенной Аватара», дополнительный бонус от создателей игрокам и фанатам «Аватара». Так как энциклопедия для игры, то там также имеются биографии на’вийского клана Типани, персонала RDA и личный аудиодневник Райдера. Игроку предоставляется возможность открывать новые статьи, попадая в новое географическое место или сканируя различные объекты: растения, животных, оборудование и т. д. Попасть в Пандорапедию можно через меню паузы.